# كابوس شارع إيلم
كابوس شارع إيلم (بالإنجليزية: A Nightmare on Elm Street)‏ هو فيلم رعب تم إنتاجه في الولايات المتحدة وصدر في سنة 1984. الفيلم من إخراج ويس كرافن وكتابة ويس كرافن.

## بطولة
- روبرت انجلوند
- جوني ديب
- جون ساكسون

## القصة
تدور قصة الفيلم حول فريدي كروغر (روبرت انجلوند) الذي كان يعمل بستانيا في روضة للاطفال وكان محبوبا من قبل الأطفال الا ان فريدي كان يستدرجهم إلى كوخه ويقوم بتعذيبهم إلى ان اشتكى الأطفال إلى اوليائهم واخبروهم عن فريدي وهنا يقرر اولياء الأطفال حرقه حيا، وبعد مرور سنوات يُقتل شباب من الثانوية في احلامهم من طرف فريدي كروغر في عالم الكوابيس حيث يرتدي ملابس رثه وقبعة بنية وقفاز بيده يحتوي على شفرات.

## الميزانية والإيرادات
بلغت تكلفة إنتاج الفيلم حوالي 1.8 مليون دولار بينما حقق أرباحا تقدر بـ 26,319,961 دولار.

## وصلات خارجية
- كابوس شارع إيلم على موقع IMDb (الإنجليزية)
- كابوس شارع إيلم على موقع ميتاكريتيك (الإنجليزية)
- كابوس شارع إيلم على موقع الموسوعة البريطانية (الإنجليزية)
- كابوس شارع إيلم على موقع روتن توميتوز (الإنجليزية)
- كابوس شارع إيلم على موقع نتفليكس (الإنجليزية)
- كابوس شارع إيلم على موقع قاعدة بيانات الأفلام العربية
- كابوس شارع إيلم على موقع ألو سيني (الفرنسية)
- كابوس شارع إيلم على موقع Turner Classic Movies (الإنجليزية)
- كابوس شارع إيلم على موقع أول موفي (الإنجليزية)
- كابوس شارع إيلم على موقع بوكس أوفيس موجو (الإنجليزية)